# Cetancodontamorpha
Cetancodontamorpha (o pan-Cetancodonta) es un clado de artiodáctilos que fue definido por Spaulding et al., como  "Cetancodonta más todos los taxones extintos más cercanamente relacionados con los miembros actuales de Cetancodonta que con cualquier otra especie viviente."  Cetancodonta es el grupo corona que abarca a Cetacea (ballenas, delfines, etc.) y a los hipopótamos. Según Spaulding et al., entre los miembros basales de los cetancodontes se incluyen taxones como la familia Entelodontidae y el género Andrewsarchus.